# 尾碕真花
尾碕真花（日语：／ Osaki Ichika，2000年12月2日—），是日本高知縣出生的女演員，經紀公司為奧斯卡傳播，畢業於堀越高等學校，身高167cm，血型為A型，前偶像團體X21的成員。
在2019年出演超級戰隊系列第43作騎士龍戰隊龍裝者，飾演「明日奈 / 龍裝粉」。

## 簡介
尾碕真花於2000年12月2日在高知縣出生。
愛好是繪畫和飲食，最擅長的是到處睡覺。
2012年，尾碕參加第13屆全日本國民美少女比賽獲得審查員特別獎，並進入由該屆入選成員所組成的團體「X21」。從此之後，她在電視劇及廣告入面演出。該團體於2018年解散後，尾碕繼續她的個人發展。
2018年，參與電視劇《假面騎士ZI-O》之中，飾演美香。
從2019年3月17日開始，在「騎士龍戰隊龍裝者」中，飾演「明日奈 / 龍裝粉（配音）」的女主角演出，是她的首部領銜主演作品。該劇令其人氣急升，亦令其社交網站的追隨者不斷上升。

## 演藝經歷

### 電視劇
- 出租車司機的推理記錄39（2016年3月26日，朝日電視台）：飾演 島本繪里香
- 櫻花之夜2（2018年12月1日－2019年1月26日，東海電視台・富士電視台）：飾演 藤島麗奈
- 假面騎士ZI-O 第13-14集（2018年12月2日，朝日電視台）：飾演 Mika
- 騎士龍戰隊龍裝者（2019年3月17日－2020年3月1日，朝日電視台）：飾演 明日奈 / 龍裝粉紅[3]（配音）
- 遺留搜查 第6季 第5話（2021年2月11日，朝日電視台）：飾演 笠原春奈
- 特捜9 Season4 第6話（2021年5月12日，朝日電視台）：飾演 神崎えりな
- 清晨首班列車的殺風景（2022年，WOWOW）：飾演
- 如虎添翼（2024年，NHK）：飾演 星和香
- 愛上無名的妳（2025年1月9日－2月27日，MBS）：飾演 古橋琴葉（主演）
- 灰姑娘壁櫥（2025年7月2日－，TBS）：飾演 福永春香（主演）
- 明天會是更好的一天（2025年7月7日－，富士電視台）：飾演 安西夢乃

### 電影
- 午後人妻（2017年6月10日，東寶）
- 花牌情緣 結（2018年3月17日，東寶）：飾演 紗英
- 隔壁的恐怖份子（2018年）：飾演 須藤美里
- 騎士龍戰隊龍裝者 THE MOVIE 時空穿梭！恐龍大恐慌!!（2019年7月26日，東映）：飾演 明日奈 / 龍裝粉紅（配音）
- 劇場版 騎士龍戰隊龍裝者VS魯邦連者VS巡邏連者（2020年2月8日，東映）：飾演 明日奈 / 龍裝粉紅[4]（配音）
- 騎士龍戰隊龍裝者 特別篇 Memory of Soulmate（2021年2月20日，東映）：飾演 明日奈 / 龍裝粉紅
- 妖怪合租屋-不是白馬王子怪-（2022年6月17日，東映）：飾演 白鳥芽衣

### 網路劇
- 港區的一分鐘叔叔（2018年3月）：飾演 船田瑪麗亞
- 全裸監督2（2021年）：飾演 有木瞳

### 舞台
- RYOMA-日本第51號（2016年，白金館劇院）-Maika
- 二進制的她（2016，小劇院）-盧卡
- 女孩監獄歌劇（2017，沃思劇院）-娜娜（Nana Hiwatari）
- 二元沙（MOMO劇院11月8日至13日）-麗莎
- 放學後的表演橫濱表演（2017，橫濱0-SITE）-大川一惠
- 像純淨水一樣〜我們的1945年〜（2018年，新宿劇院莫里哀）-B隊

## 寫真集
- Ichika（2019年12月6日，小學館，武雄市12月）[5]

## 雜誌
- 「小學館週刊少年封面 • 凹面印刷」

## 獎項
- 「第13屆 全日本全國美少女比賽 • 評委特別獎 」2012年8月

## 外部連結
- 尾碕真花 （页面存档备份，存于） - 奧斯卡傳播內的個人資料
- 尾碕真花 （页面存档备份，存于）
- 尾碕真花的X（前Twitter）（页面存档备份，存于）
- 尾碕真花的Instagram帳戶（页面存档备份，存于）

| 前任： 奧山和紗 （快盜戰隊魯邦連者VS警察戰隊巡邏連者） | 日本超級戰隊系列桃色戰士演員 騎士龍戰隊龍裝者 2019年3月17日-2020年3月1日 | 繼任： 工藤美櫻 （魔進戰隊煌輝者） |